# 莫爾塔涅河
莫爾塔涅河（法語：Mortagne，法語發音：[mɔʁtaɲ] ⓘ）是法國的河流，位於該國東北部，流經孚日省和默尔特-摩泽尔省，河道全長74.6公里，流域面積582平方公里，發源自圣莱奥纳尔，平均流量每秒6.72立方米。

## 外部連結
- http://www.geoportail.fr （页面存档备份，存于）
- Sandre数据库中的莫尔塔涅河